# Żyły śródpiersiowe
Żyły śródpiersiowe (łac. venae mediastinales) – w anatomii człowieka naczynia żylne zbierające krew z  śródpiersia. Żyły śródpiersiowe uchodzą do żyły ramienno-głowowej oraz do żyły nieparzystej i żyły nieparzystej krótkiej.